# ヴァネッサ・レイ
ヴァネッサ・レイ（Vanessa Ray, 1981年6月24日 - ）は、アメリカ合衆国出身の女優。本名：Vanessa Rae Liptak。カリフォルニア州アラメダ郡生まれ。

## 主な出演作品

### 映画
- The Rumperbutts（英語版） The Rumperbutts (2015)
- デビルズ・バースデイ Devil's Due (2014)
- フランシス・ハ Frances Ha (2012)
- The Last Day of August（英語版） The Last Day of August (2012)

### テレビ
- プリティ・リトル・ライアーズ Pretty Little Liars (2012-2017)
- ブルーブラッド 〜NYPD家族の絆〜 Blue Bloods (2013-2017)
- SUITS/スーツ SUITS (2011-2012)
- ダメージ (テレビドラマ) Damages (2010)
- アズ・ザ・ワールド・ターンズ As the World Turns (2009-2010)